# Pillon
Pillon é uma comuna francesa na região administrativa de Grande Leste, no departamento de Meuse. Estende-se por uma área de 15,69 km². Em 2010 a comuna tinha 259 habitantes (densidade: 16,5 hab./km²).